# Куруме
Куруме (јап. 久留米市) град је у Јапану у префектури Фукуока. Према попису становништва из 2005. у граду је живело 306.439 становника.

## Становништво
Према подацима са пописа, у граду је 2005. године живело 306.439 становника.
| 1995.   | 2000.   | 2005.   |
| ------- | ------- | ------- |
| 302.741 | 304.884 | 306.439 |